# Велика награда Белгије 1994.
Велика награда Белгије 1994. године је била трка у светском шампионату Формуле 1 1994. године која се одржала на аутомобилској стази „Спа-Франкошамп“ у белгијском местуСпа, 28. августа 1994. године.
Победник је био Дејмон Хил, другопласирани Мика Хакинен, док је трку као трећепласирани завршио Јос Верстапен.